# Pleurosternon
Il pleurosterno (gen. Pleurosternon) è un rettile estinto, appartenente alle tartarughe. Visse tra il Giurassico superiore e il Cretaceo inferiore (circa 150 - 140 milioni di anni fa) e i suoi resti fossili sono stati ritrovati in Europa (Inghilterra, Francia, Spagna, Germania).

## Descrizione
Questo animale possedeva un carapace molto depresso, ancor più piatto che nelle forme simili come Glyptops. Gli adulti non mostrano alcun segno di emarginazione nucale, molto visibile invece nei giovani. Le xiphiplastra possedevano anch'esse una grande incisura a forma di V nella parte posteriore dell'osso (Milner, 2004). Pleurosternon, insieme ad altri cheloni come Platychelys, è uno dei pochissimi generi di tartarughe a mostrare le caratteristiche di entrambi i sottordini odierni di tartarughe, i criptodiri e i pleurodiri (Hay, 1908; Neaverson, 1955).
Il carapace di Pleurosternon era arrotondato posteriormente, ed era fermamente unito a entrambi i lati del piastrone tramite un lungo ponte. La superficie dello scudo era finemente scanalata e profondamente incisa dalle linee di sutura degli scudi epidermici. Le ossa neurali erano moderatamente allungate, esagonali, con superfici anterolaterali corte. I mesoplastra erano ben sviluppati ed erano in contatto al centro; gli entoplastra erano piuttosto grandi, e non vi era scudo nucale (Zittel et al., 1902).

## Classificazione
I fossili di Pleurosternon vennero descritti per la prima volta nel 1841 da Richard Owen, che li attribuì al genere vivente Platemys. Solo nel 1853, Owen presentò un articolo alla Palaeontological Society in cui ridescrisse i fossili sotto il nuovo nome Pleurosternon. La specie tipo è Pleurosternon bullockii.  
Gran parte degli esemplari fossili di Pleurosternon provengono dal Purbeck Group e dalla pietra di Portland, nell'Inghilterra meridionale. Il genere è stato ritrovato anche in Francia e in Spagna in strati del Giurassico superiore, e anche in Inghilterra e in Germania in strati del Wealden (Cretaceo inferiore).  
Oltre alla specie tipo, è nota un'altra specie di Pleurosternon, P. portlandicum, del Giurassico superiore inglese, descritta per la prima volta nel 1889 da Richard Lydekker. Un'altra specie ascritta al genere, P. provinciale proveniente dal Cretaceo superiore della Francia, è stata riassegnata a un altro genere di tartarughe, Polysternon. Pleurosternon è considerato un rappresentante del clade Paracryptodira, un gruppo di tartarughe considerate distinte sia dai criptodiri che dai pleurodiri. Pleurosternon è stato ascritto alla famiglia Pleurosternidae, comprendente anche una forma nordamericana, Glyptops.  Queste due forme potrebbero essere vicine alla famiglia dei Baenidae.

## Paleoecologia
La formazione Purbeck doveva essere nel  Giurassico parte di un complesso sistema di lagune basse e costiere, che persero la loro salinità nel corso del tempo. Similmente, la formazione Wealden nel Cretaceo era una grande pianura costiera dominata da lagune e fiumi (Jackson, 2008). La pietra di Portland, tuttavia, è un deposito marino di età simile alla formazione Purbeck; gran parte delle ossa ritrovate sono state interpretate come trasportate verso il mare da altre formazioni. Pleurosternon, quindi, è considerato come una tartaruga che viveva lungo le coste (Boule e Priveteau, 1935).